# Грекова Єлизавета Адріанівна
Єлизавета Адріанівна Грекова (до шлюбу Рубанова; ? — 6 квітня 1915, Катеринослав) — українська освітянка та громадська діячка, активістка жіночої освіти. Співзасновниця Товариства піклування про жіночу освіту в Катеринославі. Почесна громадянка Катеринослава.

## Життєпис
Закінчила Керченський (Кушніковський) інститут шляхетних дівчат. В Катеринославі вийшла заміж за Івана Грекова, який був міським головою Катеринослава.
Вони оселилися у двоповерховому будинку на вулиці Олександрівській, 2 (наразі Січових Стрільців, 4).
Подружжя не мало дітей, а тому й стали співзасновниками багатьох освітніх товариств, включно з Товариством піклування про жіночу освіту в Катеринославі.
Єлизавета Грекова працювала в жіночому училищі першого розряду (Марїїнська жіноча гімназія), де начальницею була Олександра Риндовська. Протягом п'яти років (1867—1872) безоплатно виконувала свої обов'язки.
В жовтні 1870 року затвердили статут Товариства піклування про жіночу освіту, а вже 21 квітня 1872 року відбулися й перші збори Товариства. До Розпорядчого комітету товариства було обрано: О. Я. Риндовську, О. М. Калмикову і Є. А. Грекову.
У 1872 році товариство відкрило нову безкоштовну школу для дівчат. В 1883 році була створена Комісія Народних читань. З 1887 року почали працювати професійні рукодільні класи, з 1893 року — вечірні класи для малювання, а з 1898 року і школа на Чечелівці (робітничий район міста). Саме цією школою опікувалася Єлизавета Грекова. У 1902 році школа святкувала 30 років. За цей час школа та її філіали постійно зростали і розвивалися.

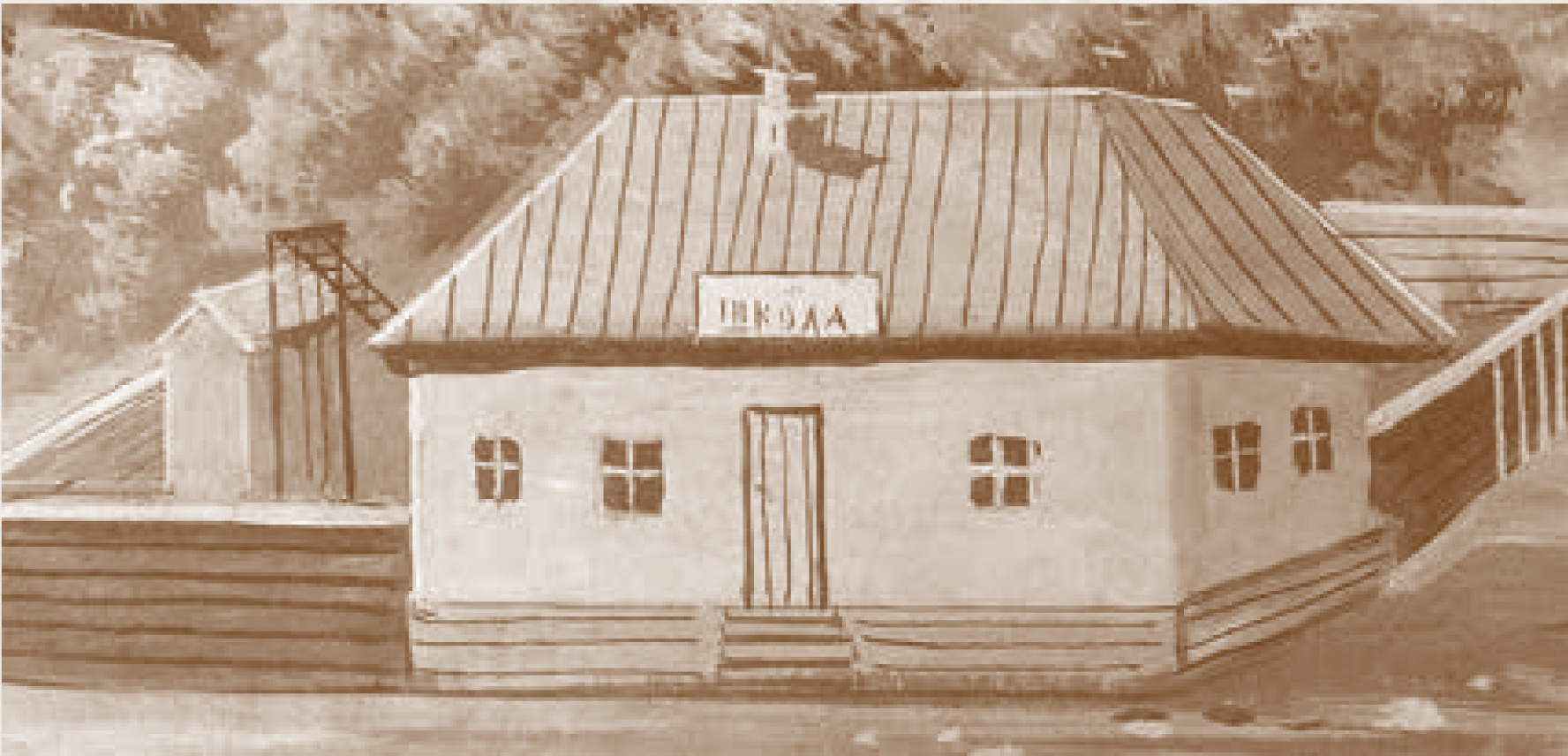
Школа в Чечелівці. 1907 р.

У 1915 році через стан здоров'я Грекова залишила свою роботу в школі. Померла 6 квітня 1915 року.
Поховали Грекову 8 квітня на міському кладовищі (наразі це територія стадіону «Дніпро-Арена») поруч з чоловіком. Могили до наших часів не збереглися.
За заповітом Грекова залишила деяку суму Товариству на утримання Чечелівської школи, а також на улаштування церкви при навчальному закладі.

## Пам'ять
18 травня 1915 року відбулося засідання Катеринославської міської думи і було вирішено заснувати стипендію імені Єлизавети Грекової та її чоловіка.
Свого часу в Катеринославі була вулиця Греківська (наразі Південна).